# Festung Silistra
Die Festung Silistra (bulgarisch Силистренска крепост Silistrenska krepost), auf Türkisch Mecidiye Tabiyasi benannt nach dem osmanischen Sultan Abdülmecid I., unter dessen Regentschaft der jetzige Ausbau erfolgte, ist eine Festung in Bulgarien, am rechten Ufer der hier 2½ km breiten Donau. Die Festung Silistra ist als Nummer 51 unter den 100 nationalen touristischen Objekten Bulgariens aufgelistet, die vom Bulgarischen Tourismusverband erstellt wurde. Sie befindet sich südlich von Silistra.

## Geschichte
Die Festung der als Durostorum gegründeten antiken Stadt hatte bereits 971 dem Kiewer Großfürsten Swjatoslaw I. als Rückzugsraum gedient, nachdem dieser den von ihm eroberten Ostteil des bulgarischen Reichs an die Byzantiner verloren hatte. Der nach seiner Kapitulation von den Byzantinern gewährte freie Abzug war an Swjatoslaws Versprechen gebunden, nie wieder den Balkan zu betreten. 1595 wurde die Stadt Silistra von dem Osmanischen Reich gesegnet und als Militärstützpunkt genutzt.
1811 wurde die Festung von russischen Truppen erobert. Im Frieden von Bukarest 1812 musste Russland die Stadt allerdings wieder an das Osmanische Reich zurückgeben, obwohl es sich während des Krieges mehrfach dort festgesetzt hatte.
Im Russisch-Türkischen Krieg 1828/1829 belagerten russische Truppen Silistra erneut und nahmen die Stadt nach längeren Kämpfen 1829 ein. Im Frieden von Adrianopel (September 1829) gaben die Russen Silistra wieder an die Osmanen zurück, nachdem sie einen vorteilhaften Frieden ausgehandelt hatten.
Die letzte Festung wurde von den Osmanen im Festungsviereck Silistra–Warna–Schumen–Rustschuk zwischen 1841 und 1853 erbaut. Die Errichtung erfolgte nach den Plänen des deutschen Offiziers Helmuth von Moltke, der Silistra 1837 besucht hatte. Der Bau wurde von bulgarischen Baumeistern aus Drjanowo und der Region Silistra geleitet. Insgesamt mussten mehr als 300 Bulgaren mussten Zwangsarbeit leisten, einige von ihnen, die aus der Region Silistra stammten. Die Befestigung von Silistra bestand ursprünglich aus 11 detachierten Forts, die die Stadt umspannten. Das einzig noch erhaltene Fort trägt den Namen des osmanischen Sultans Abdülmecid I., der den Ort 1847 besuchte. Das Fort selbst besteht aus der Kasematte, zwei Pulvermagazinen, einem Polygonalsystem mit zwei Kaponnieren frontseitig und einer rückseitig. Der Baumeister selbst wurde würdig nach Istanbul befördert und dort  für neue Festungs- oder Stadtbauprojekte eingesetzt werden.
Im Frühjahr 1854 belagerten russische Truppen erneut die Festung Silistra. Die Belagerung dauerte von April bis Juni 1854 und war heftig, weil Silistra als Schlüssel zur unteren Donau galt. Die osmanische Garnison verteidigte die Festung unter großem Einsatz, unterstützt von britischen und französischen Beratern, da das Osmanische Reich mit Frankreich und Großbritannien verbündet war. Nach mehrwöchigen Kämpfen zogen sich die Russen schließlich zurück, weil Österreich drohte, einzugreifen, um das Gleichgewicht auf dem Balkan zu wahren.
1877 wurde Silistra von neuem durch die russische Armee umzingelt und nach dem russischen Sieg im Russisch-Türkischen Krieg 1877/1878 im Februar 1878 von den Türken geräumt. Die Festungswerke sollten nach dem Berliner Vertrag geschleift werden, waren aber um 1889 noch erhalten.

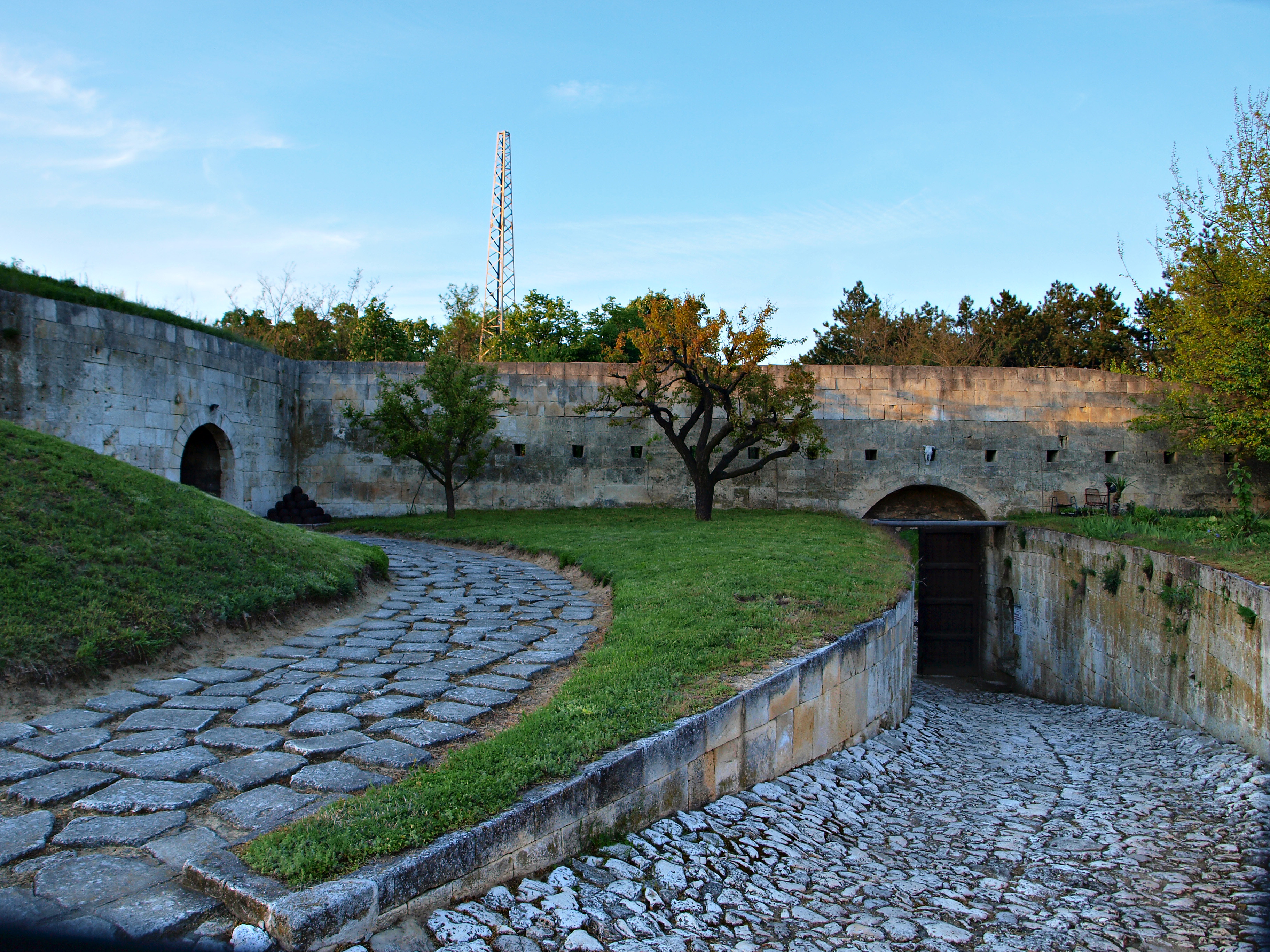
Reste der Festung heute

Das Fort Medjidiye Tabia ist heute die am besten erhaltene Festung aus dem ehemaligen Festungsviereck. Dies liegt daran, dass sie über die nachfolgenden Jahre immer als Militärstützpunkt diente. Im Zweiten Weltkrieg lagen hier Einheiten der Wehrmacht. Nach dem Krieg diente die Zitadelle noch bis 1956 der örtlichen bulgarischen Militärakademie. Nach der Wende wurde die Anlage 2003 an einen Waffensammler verkauft, der sie heute in eigener Regie betreibt.